# Just Say
Just Say è un singolo del disc jockey britannico KDA, con la partecipazione della cantante statunitense Tinashe. È stato pubblicato il 15 luglio 2016 dalla Ministry of Sound.

## Video musicale
Il videoclip è stato diretto da Sarah McColgan e pubblicato il 25 ottobre 2016 su Vevo. Nel video Tinashe balla in vari spazi illuminati a Lione. Come ad esempio in un parcheggio, una stanza di motel, in un ristorante vuoto e in una cabina telefonica.

## Tracce
Digital download
1. Just Say (feat. Tinashe) – 3:52 (Kris Di Angelis)

Digital download – (Remixes EP), Vol. 1
1. Just Say (KDA Dub) – 7:12
2. Just Say (Joshua James Remix) – 6:40
3. Just Say (Ashley Beedle Remix) – 8:14
4. Just Say (Kabuki Remix) – 4:52

Download digitale – 1º Remix
1. Just Say (Cassius Remix) – 6:14

Download digitale – 2º Remix
1. Just Say (Faithless Remix) – 5:58

Digital download – (Remixes EP), Vol. 3
1. Just Say (Moby Remix) – 5:31
2. Just Say (KDA Junglism Dub) – 5:54

## Classifiche
| Classifica (2016-17) | Posizione massima |
| -------------------- | ----------------- |
| Belgio (Fiandre)     | 83                |
| Regno Unito          | 88                |
| Scozia               | 46                |
| Stati Uniti          | 16                |